# 공주 금강철교
공주 금강철교(公州 錦江鐵橋)는 대한민국 공주시 금성동과 신관동을 연결하는 교량이다. 이름은 '철교'이지만, 경상남도 창녕 남지철교와 마찬가지로 철도 교량이 아닌 도로 교량이다. 1932년 일제강점기 하에서 충청남도 도청이 공주에서 대전으로 이전할 때, 제공된 여러 건의 보상물 가운데 하나로 건립됐으며 . 2006년 3월 2일 대한민국의 국가등록문화재 제232호로 지정되었다.

## 역사
서울에서 목포를 연결하는 국도 제1호선상에 중요한 위치를 차지하고 있던 공주읍과 장기면을 연결하기 위해 1932년 1월 2일에 착공하여 1933년 10월 23일에 준공하였다. 철교가 완성되기 이전에는 배를 연결하여 왕래하였으나 비가 올 때에는 금강의 수량이 증가하여 통행에 어려움이 많았으므로 마침내 철교를 건설하였다. 철교의 길이는 약 514m,폭6m였으며, 교각의 평균 높이는 약 20m였다.1986년 공주대교가 건설되기 이전까지, 구시가지와 신시가지를 연결하던 유일의 교량이었다

한국전쟁 당시 2/3가량 파괴되었던 것을 1952년에 복구하였으며, 2002년에 보수공사를 거쳐 오늘에 이르고 있다.현재는 1t 트럭 이하의 화물차량과 승용차급에 해당되는 차량의 강북에서 강남 방향으로의 일방통행만 허용하고 있다. 다리 상하에는 총천연색의 조명등을 가설하여 금강의 밤을 밝히고 있다. 또한 백제문화제 기간 동안에는 루미나리에가 설치되어 다리의 아름다움을 더한다.

## 연혁
- 1932년 1월 2일 착공식
- 1933년 10월 23일 준공식
- 1950년 한국전쟁으로 인한 파괴
- 1952년 복구
- 2002년 안전상으로 인한 보수공사
- 2006년 3월 2일 등록문화재 제232호로 지정

## 의의
건설 당시로써는 최첨단 공법으로 건설되어 교량 건설의 새로운 장을 연 것으로 평가되고 있으며, 교량사적 가치와 조형적 가치가 더해져 교량 연구의 중요한 자료가 되고 있다.

## 참고 자료
- 공주 금강철교 - 국가유산청 국가유산포털